# Евгени Ставрев
Евгени Ставрев (р. 15 август 1959 г.) е бивш състезател по триатлон, настоящ спортен журналист и директор на българската секция на „Евроспорт“. до 1 декември 2017, когато е сменен от Асен Спиридонов. 

## Спортна кариера
Евгени Ставрев завършва НСА. Първоначално се занимава с плуване и модерен петобой, а от 1985 г. е триатлонист. По-значимите му успехи са 8-о и 13-о място в стартове за световната купа, които са и първите по сериозни успехи за българския триатлон. Евгени Ставрев взима участие и на две световни първенства – през 1990 г. в Орландо (САЩ), където се класира 62-ри  и през 1991 г. в Гоулд Коуст (Австралия). След контузия през 1992 г. е принуден да прекрати спортната си кариера.

## Журналистическа биография
След 1992 г. започва да работи в „Канал Ком“ до 1996 г., след което оглавява спортният отдел на „Алфа Радио“ до 2002 г.

През 2004 г., след решение на Евроспорт да открият коментарно студио на български език, участва на конкурс в телевизията и е избран за неин директор. Освен тази си длъжност коментира също и различни спортни състезания – най-често колоездене и плуване. Сред колоездачната публика е популярен със съвместните си коментари на големите обиколки заедно с Камен Станчев.